# Roos van Montfort
Roos van Montfort (Geldrop, 29 november 1989) is een Nederlands model.

## Biografie
Roos van Montfort werd geboren in 1989 in Geldrop. Van Montfort was al model voor Victoria's Secret en andere grote merken. In januari 2014 was ze Playmate van de maand voor de Amerikaanse versie van Playboy.